# ヴァン・ガレン級駆逐艦
| ヴァン・ガレン級駆逐艦                       | ヴァン・ガレン級駆逐艦 |
| -------------------------------------------- | --- |
| 写真は艦首から撮影された「ヴァン・ガレン」。 | |
| 艦級概観                                     | |
| 艦種                                         | 駆逐艦 |
| 艦名                                         | 人名 |
| 前級                                         | ピート・ハイン級駆逐艦 |
| 次級                                         | ティエル・ヒッデス級駆逐艦 |
| 性能諸元                                     | |
| 排水量                                       | 基準：1,316トン 満載：1,640トン |
| 全長                                         | 98.1m 93.4m（水線長） |
| 全幅                                         | 9.5m |
| 吃水                                         | 2.59m |
| 機関                                         | ヤーロー式重油専焼三胴型水管缶3基 +パーソンズ式ギヤード・タービン2基2軸推進                                                                                                   |
| 最大 出力                                    | 31,000hp |
| 最大 速力                                    | 34.0ノット |
| 航続 距離                                    | 15ノット/3,300海里（重油：330トン） |
| 乗員                                         | 150名 |
| 兵装                                         | ボフォース 1924年型 12cm（45口径）単装速射砲5基 ボフォース 7.5cm（-口径）単装高角砲2基 ブローニング 12.7mm（-口径）単装機銃4基 53.3cm三連装魚雷発射管2基 機雷20発&投下軌条2基 |
| 航空 兵装                                    | 水上機1機 |

ヴァン・ガレン級駆逐艦 (HNLMS Van Galen class Destroyer）はオランダ海軍が第一次世界大戦後に建造した駆逐艦の艦級である。

## 概要
本級はピート・ハイン級駆逐艦の改良型として設計･建造された駆逐艦である。本級とピート・ハイン級を合わせてアドミラーレン級（Admiralenklasse）とする資料もある。

## 外観

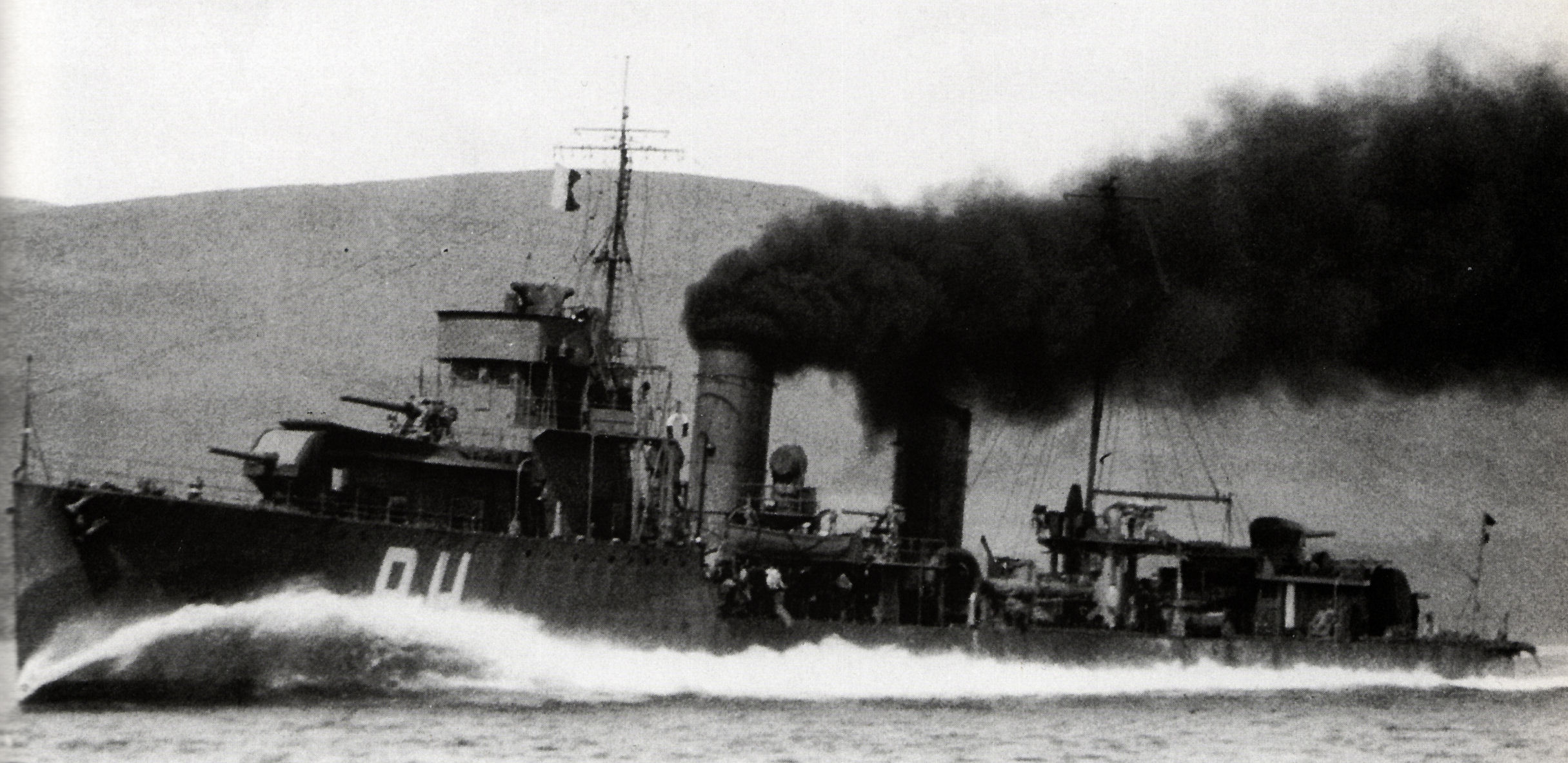
前級である公試中の「ピート・ハイン」。

本級の船体形状はクリッパー型艦首から艦首甲板の乾舷部のみ高い短船首楼型船体を採用している。全く傾斜のない艦首甲板に「ボフォース 12cm（45口径）速射砲」を防盾の付いた単装砲架で、1・2番主砲を背負い式で2基、上部見張り所に測距儀を載せた箱型艦橋の両脇には船橋が付く。艦橋の背後に簡素な単脚檣、その後方の2本煙突の左右は艦載艇置き場となっており、2本1組のボート･ダビッドを片舷2組の計4組により運用される。1番煙突の左右には探照灯台となっており、探照灯が片舷に1基ずつ計2基が配置され、2番煙突の背後の中央部甲板上に53.3cm三連装魚雷発射管が探照灯台を挟んで直列に2基配置されていた。その後に水上機置き場があり、単脚式の後檣の基部に付いたクレーン1基により運用された。後部甲板上に後ろ向きに3・4番主砲が後向きに背負い式配置で2基が配置され、艦尾側に機雷運用のため軌条（レール）が並列で計2基配置された。

## 同型艦
- ヴァン・ガレン（Van Galen）

オランダ、ウィルトセン･フエーン造船所にて1927年5月28日起工、1928年6月28日進水、1929年10月22日竣工。第二次世界大戦時、本国艦隊に所属。1940年5月10日にロッテルダムにてドイツ空軍の爆撃機により撃沈。
- バンケルト（Banckert）

オランダ、Burgerhouts造船所にて1928年8月25日起工、1929年11月14日進水、1930年11月14日竣工。第二次世界大戦時、オランダ東洋艦隊に所属。1942年3月2日スラバヤで自沈処分。日本海軍に鹵獲後、1944年3月20日に日本海軍「第百六号哨戒艇」として就役。1945年にオランダに海軍に返還、1949年9月に標的艦として撃沈処分。
- ヴァン・ネス（Van Nes）

オランダ、Burgerhouts造船所にて1928年8月15日起工、1930年3月20日進水、1931年3月12日竣工。第二次世界大戦時、オランダ東洋艦隊に所属。1942年2月17日にバンカ島沖合いで日本海軍の航空母艦「龍驤」からの爆撃機の攻撃により撃沈。
- ヴィッテ・デ・ヴィット（Witte de With）

オランダ、ウィルトセン･フエーン造船所にて1927年5月28日起工、1928年9月11日進水、1930年2月20日竣工。第二次世界大戦時、オランダ東洋艦隊に所属。1942年3月2日にスラバヤでドックで爆撃を受け、沈没処分。